# Shepherdia canadensis
Shepherdia canadensis là một loài thực vật có hoa trong họ Elaeagnaceae. Loài này được (L.) Nutt. miêu tả khoa học đầu tiên năm 1818.

## Hình ảnh

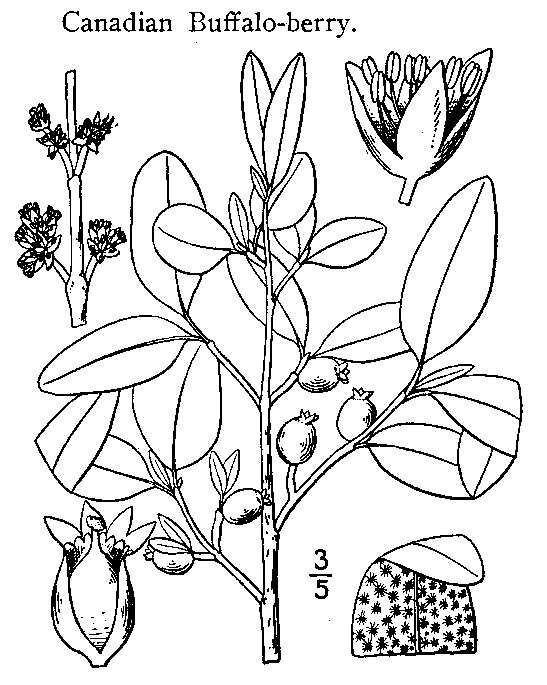
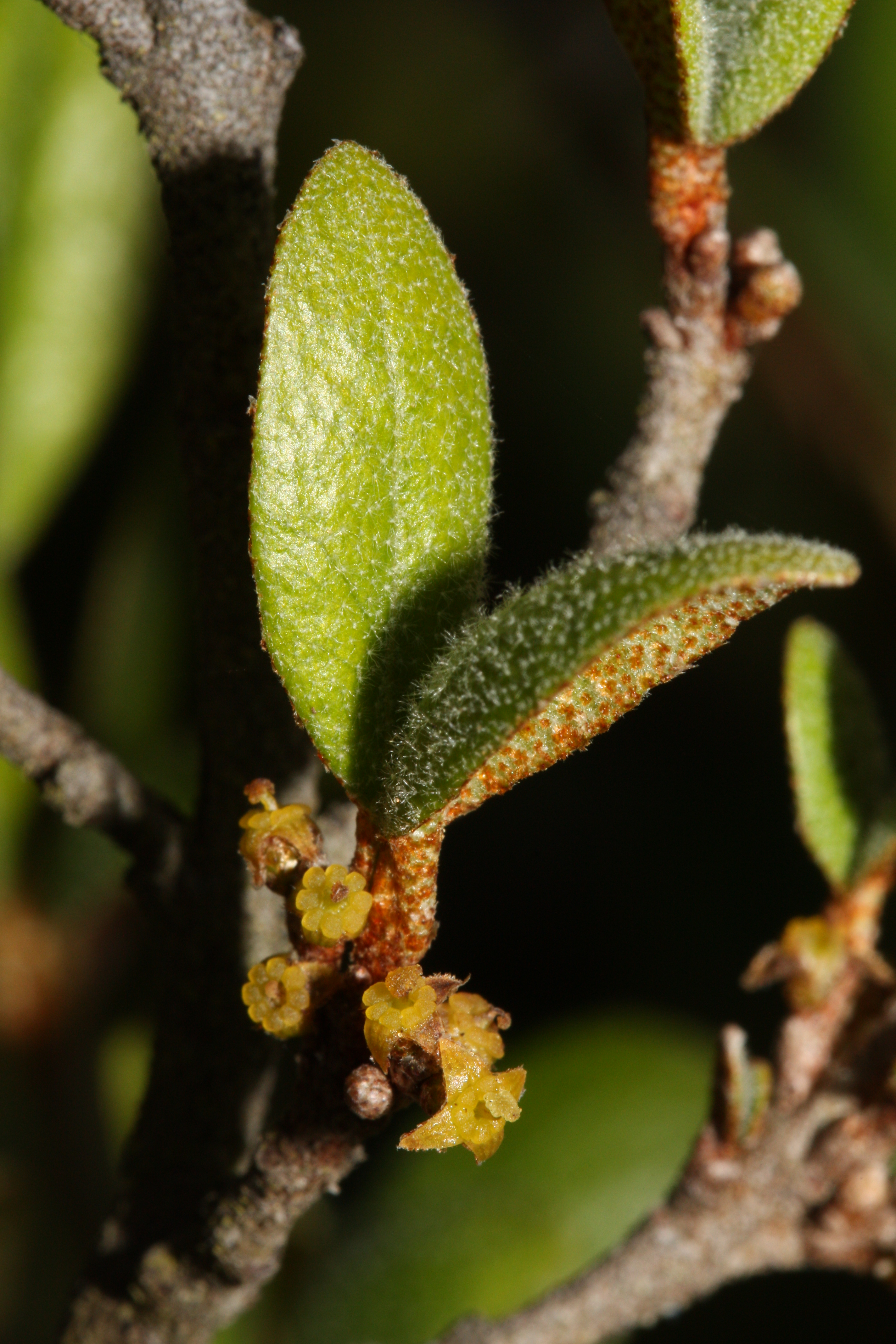
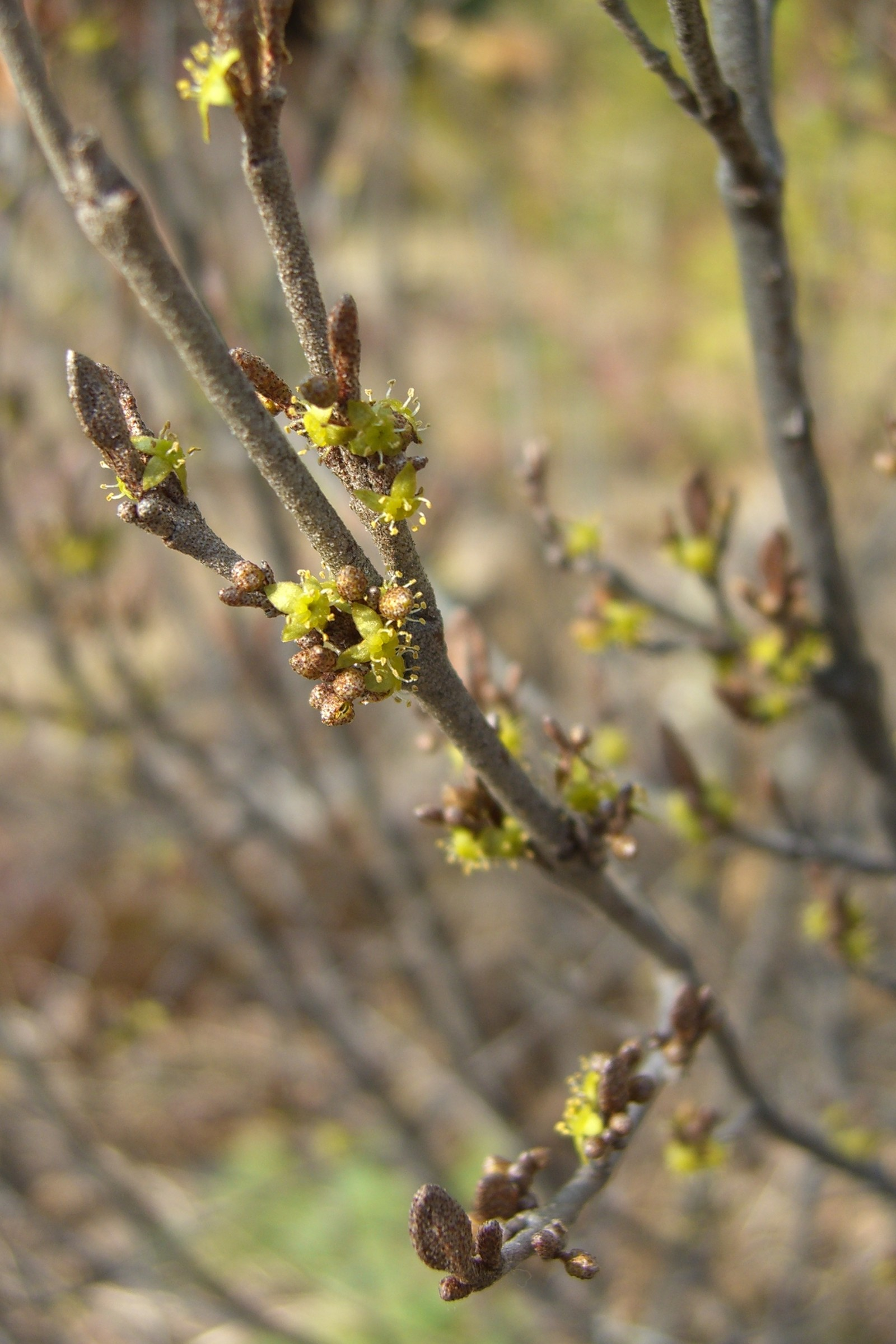
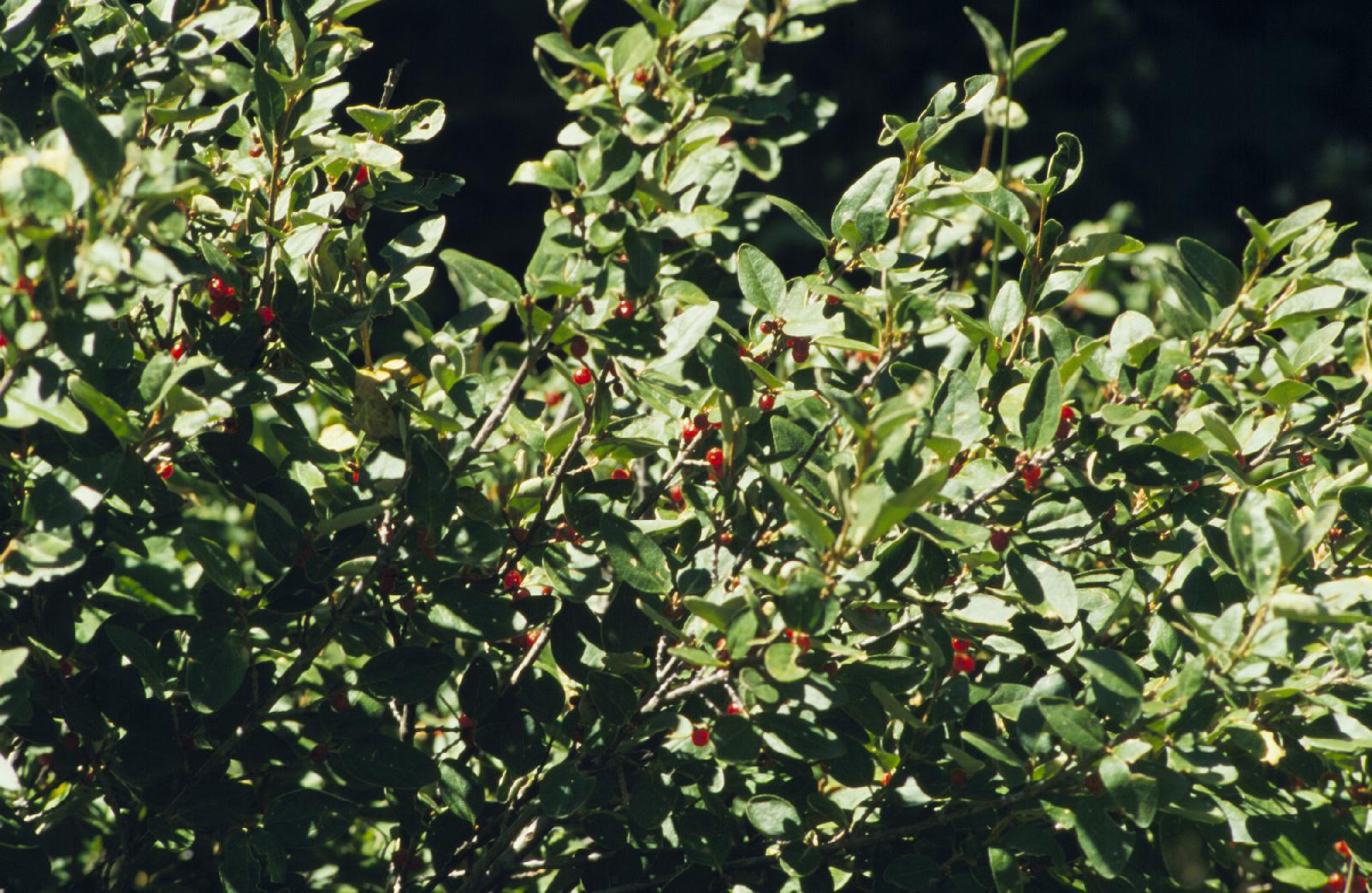